# 個人用空気供給パック

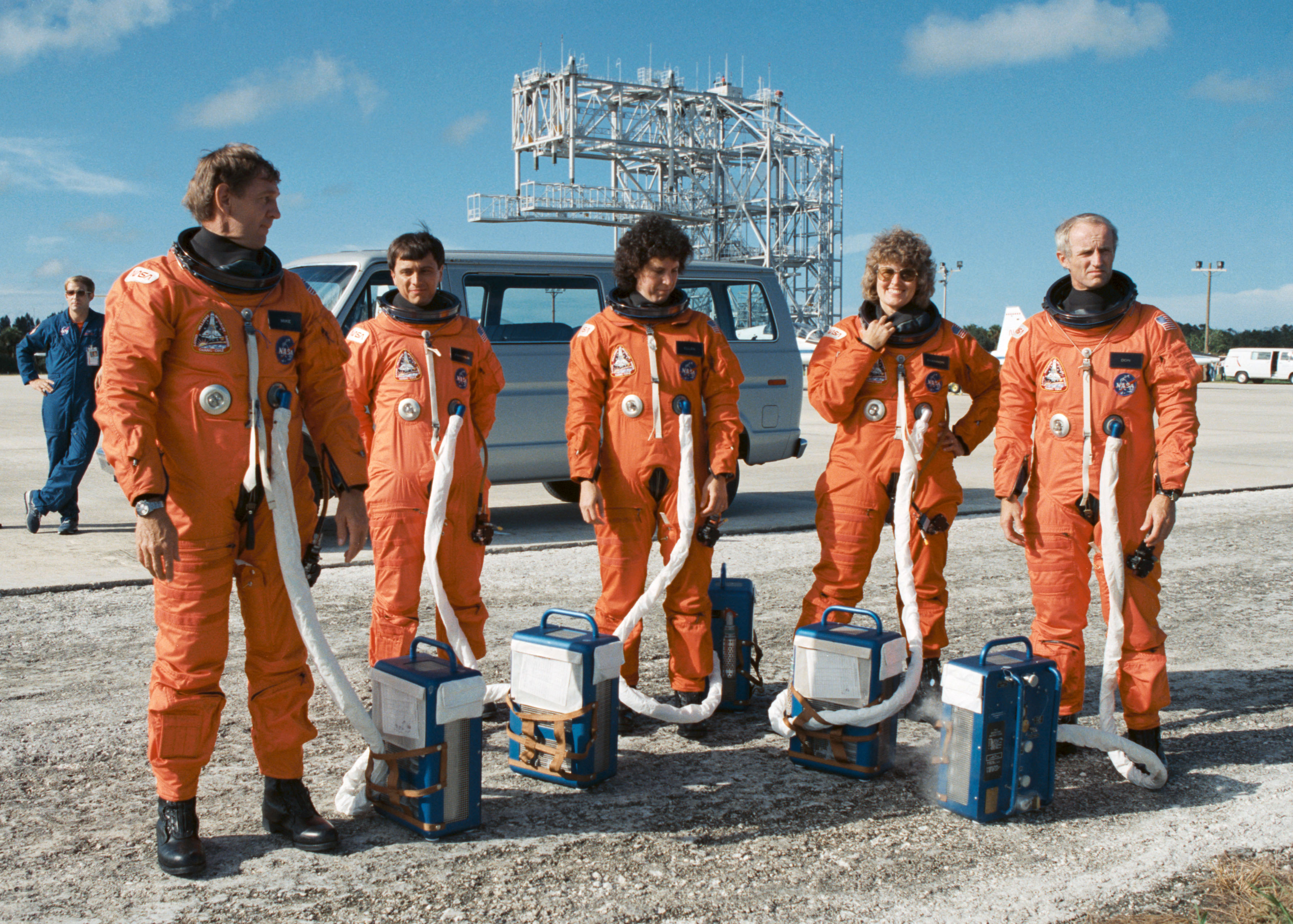
PEAPの前に立つ宇宙飛行士（STS-34、1989年）

個人用空気供給パック（こじんようくうききょうきゅうパック、英語: Personal Egress Air Packs、PEAP）は、スペースシャトルの軌道船がまだ地上にある状態で事故が発生した場合に乗組員に約6分間分の呼吸用空気を供給するため備えられていた装置である。PEAPは乗員室内の空気が有害ガスにより汚染されて呼吸できなくなった場合に使用することが目的であり、与圧空気を供給するものではなかった。
この装置はチャレンジャー号爆発事故の際に批判に晒された。というのは、回収された乗員室を調査したところ3名（搭乗運用技術者のエリソン・オニヅカ飛行士とジュディス・レズニック飛行士、操縦手のマイケル・J・スミス飛行士）分のPEAPが作動状態になっていたからである。スミス飛行士用の作動スイッチは彼の座席の背面にあったため、オニヅカ飛行士かレズニック飛行士のどちらかが操作したものと考えられる。これは、乗員室が軌道船から分離した後も、乗員のうち少なくとも2名（オニヅカ飛行士とレズニック飛行士）が生存していたことを示す最も有力な証拠であった。しかし、乗員室の与圧が失われた状態では、地上に落下するまでの2分間の間 乗員の生命を維持することはできなかった。
PEAPはまず部分与圧服に置き換えられ、さらに独立した酸素タンクを備えた完全与圧服であるACES(Advanced Crew Escape Suit)に置き換えられた。